# 卡爾·馮·比滕費爾德
卡爾·埃伯哈德·赫沃思·馮·比滕費爾德（德語：Karl Eberhard Herwarth von Bittenfeld，1796年9月4日-1884年9月2日）是普魯士的军官和贵族，曾参与了德意志民族解放战争、普丹战争、普奥战争、普法战争，官至元帅。

## 生平
赫沃思·馮·比滕費爾德出生在圖林根維特的一個貴族家庭，这个家族為普魯士軍隊提供了許多傑出的軍官。他是埃伯哈特·赫沃思·馮·比滕費爾德少將的次子。
赫沃思·馮·比滕費爾德於1811年加入第2近衛團步兵，並在1813年至1815年的拿破崙戰爭中服役，在呂岑和巴黎擔任少尉。在和平的歲月裡，他慢慢地升到了德军总参谋部。1816年，比滕菲爾德成為中尉，並於1821年晉升為上尉。他於1823年與卡洛琳·舒尔茨（Karoline Schulze）結婚，但她於1828年去世。他的第二次婚姻是在1831年與索菲·馮·舒爾滕（Sophie von Scholten）。他的第二任妻子於1868年去世。在1848年的柏林革命中，他在皇宮擔任第一近衛團上校。1852年，比滕菲爾德晉升為少將（德語：Generalmajor），成為美因茨要塞的指揮官。1856年晉升中將（德語：Generalleutnant），任第7師師長。1860年，他獲得了步兵將軍的軍銜和第7軍的司令官的职位。
在1864年的第二次石勒蘇益格戰爭中，當普魯士的腓特烈·卡尔亲王成為德意志盟軍總司令后，赫沃思·馮·比滕費爾德接替了普魯士军队的指揮權。在他的領導下，普魯士军队在6月29日戰勝斯坦曼將軍，不久之後戰爭結束。那年秋天，比滕菲爾德被任命為第8军司令。6月29日，他還獲得了著名的功勋勋章。
在普奧戰爭中，赫沃斯率領易北集团军，該軍隊橫掃薩克森，占领德累斯顿並從易北河谷入侵波希米亞。他的部隊贏得了Hühnerwasser和Münchengrätz的战斗，並在克尼格里茨战役中形成了普魯士軍隊的右翼。在克尼格里茨战役期間，比滕費爾德無法下令對奧地利人發動猛烈攻擊，因為汉斯·冯·比洛帶來的火砲距離太遠，無法攻擊奧地利軍隊。赫沃斯親自指揮了與奧地利左翼的戰鬥。
戰後赫爾瓦特·馮·比特滕費爾德重返第8軍司令部，於1867年至1870年成為北德意志聯邦议会的成員。代表贝恩卡斯特尔-维特利希選區作為保守派。在1870年7月之前，他繼續計劃防禦德國西部以抵禦可能的法國進攻。
1870年在普法戰爭期間，赫沃思·馮·比滕費爾德並沒有被排到前线，而是負責組織和運送法國軍隊所需的所有儲備和物資以及後來監督俘虜的同樣重要的任务。1871年，他半退休並被授予了陆军元帅的头衔。他退休后，餘生在波恩度过並於1884年去世。他被安葬在他的第二任妻子旁邊。自1889年以來，第13（第1威斯特伐利亞）步兵團以他的名字命名。